# Erasmo di Valvasone
Erasmo di Valvasone, né en 1528 à Valvasone et mort à Valvasone ou à Mantoue en novembre 1593 est un poète italien de la Renaissance.

## Biographie
Erasmo di Valvasone était seigneur de Valvasone, château du Frioul, où il naquit en 1528. Il vécut très-retiré dans son domaine, partageant ses moments entre les études littéraires et la chasse, pour laquelle il avait un goût passionné, qu’il a su mettre à profit dans l’intérêt de sa gloire poétique. En effet, son principal ouvrage, la Caccia, est, après les Abeilles de Rucellai et la Coltivazione d’Alamanni, le meilleur poème didactique de l’Italie. Cet ouvrage, en cinq chants et en octaves, ne fut publié par l’auteur qu’en 1591, quoiqu’il l’eût composé dans sa jeunesse, et lui valut de nombreux éloges, entre autres ceux du Tasse, dont il imite çà et là quelques traits. En général sa poésie est d’un goût pur ; mais le mérite didactique s’y trouve à un plus haut degré que celui de l’imagination. L’harmonie et le coloris manquent souvent de vigueur. Les pensées ont du sens et de l’imagination, mais elles deviennent quelquefois prolixes. La diction est châtiée, mais elle sent l’étude. Les deux premiers chants sont une imitation, trop étendue peut-être, de Grattius et de Némésien, sur l’entretien et l’éducation des chiens de chasse ; mais le poète corrige ses emprunts par les souvenirs plus originaux que lui fournit sa propre expérience dans une contrée éminemment favorable à la chasse. Une dévotion plus naïve qu’éclairée se fait remarquer en plusieurs endroits, entre autres lorsqu’il recommande comme une pratique utile pour la guérison des chiens de brûler des cierges devant l’image des saints, ou d’appliquer aux animaux malades le chiffre ou l’emblème de quelque bienheureux martyr, à l’aide d’un fer rouge. Ses épisodes sont agréablement traités : on remarque particulièrement celui de la grotte de Morgane, visitée par le roi Arthur ; et à la fin du cinquième livre, la fable de Nisus et de Scylla, imitée de la Ciris attribuée à Virgile. Ce poème fut réimprimé en 1602, Venise, in-12, édition plus complète que la précédente et enrichie de notes par Olimpio Marcucci. L’inaction politique dans laquelle vécut le seigneur de Valvasone était peut-être commandée par sa situation entre deux puissances jalouses, la maison d’Autriche et la République de Venise, qui se disputaient le pays même qu’il habitait. Il leur adressa successivement ses hommages poétiques. En 1572, tandis que toute l’Europe retentissait de la victoire de Lépante, il publia (Venise, in-4°) quelques Sonnets et Canzoni adressés au jeune vainqueur, don Juan d’Autriche. Il a laissé plusieurs autres ouvrages assez estimés savoir : une traduction en octaves de la Thébaïde de Stace, et une autre, en vers libres, de l’Électre de Sophocle ; les quatre premiers chants d’un poème intitulé Il Lancillotto ; une épopée en octaves et en trois chants, l’Angeleida, sur le combat des bons et des mauvais anges, Venise, 1590, in-4°. Au sujet de cet ouvrage, Tiraboschi observe que Milton a pu emprunter à Valvasone quelques circonstances de l’action, quelques formes de discours, et en particulier la malheureuse invention de l’artillerie introduite dans la bataille céleste. Enfin un petit poème, en octaves, de Valvasone, plusieurs fois imprimé avec d’autres ouvrages de même genre, et l’une de ses meilleures productions, a pour titre : Lagrime di S. Maria Maddalena, et se trouve particulièrement à la suite des Lagrime di S. Pietro, de Tansillo, Venise, 1592, in-8°, et 1613, in-12. L’image de la dévotion passionnée et de la beauté solitaire de la Madeleine forme un tableau plus voluptueux qu’édifiant, suivant le caractère de la poésie spirituelle des Italiens, et rappelle, quoique d’assez loin, certains tableaux du Corrège et de quelques autres peintres célèbres. S'il subsiste un doute sur le lieu du décès entre le château de ses ancêtres à Valvasone ou à Mantoue, l'année de sa mort 1593 est unanimement reconnue.

## Œuvres
- Le lagrime di S. Maria Maddalena, Ferrare, 1586 ;
- l'Angeleida, Venise 1590 ;
- La Caccia, Bergame, 1591 ;
- I primi quattro canti del Lancillotto, Venise, 1580.